# Hălmagiu

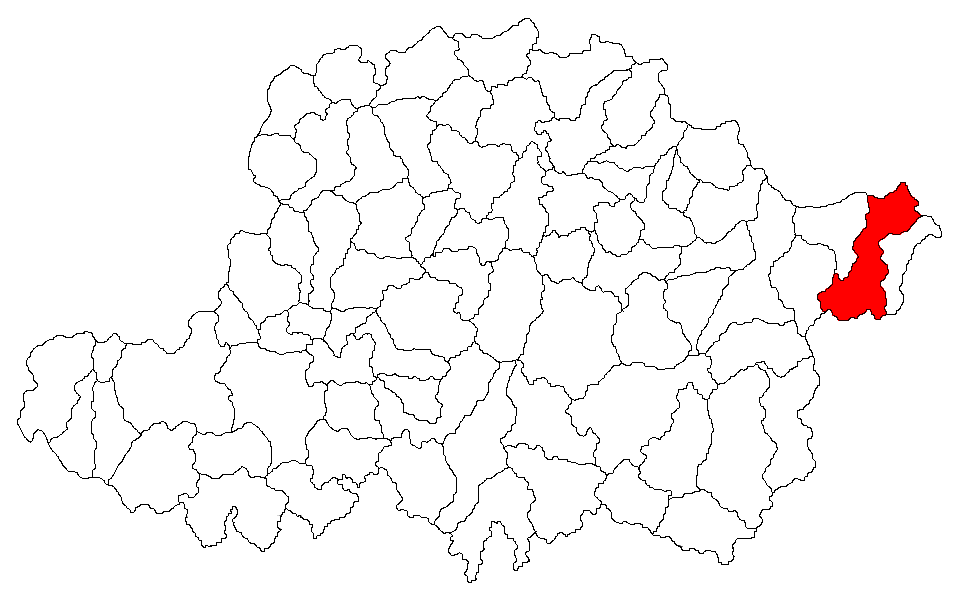
Lage der Gemeinde Hălmagiu im Kreis Arad

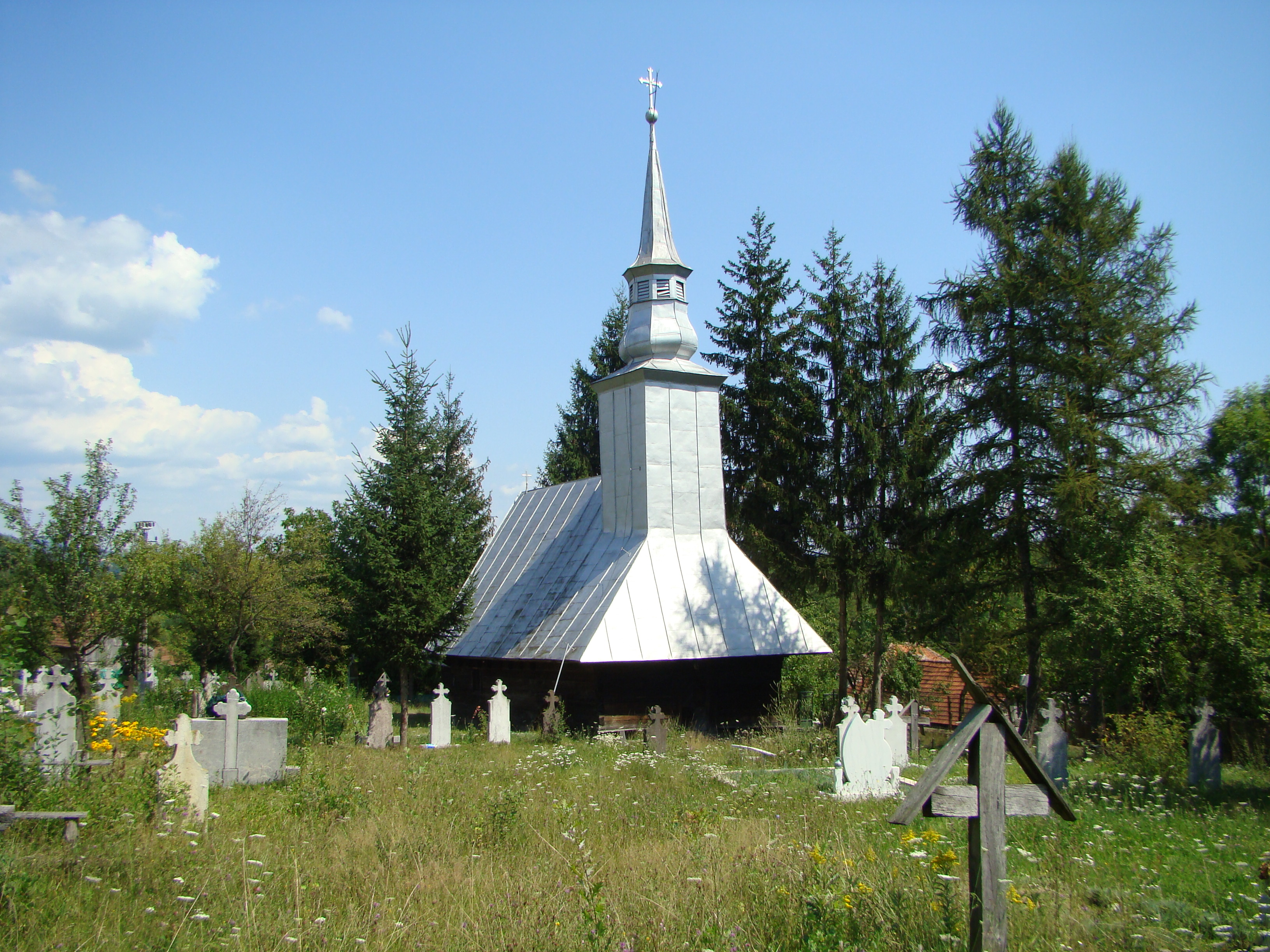
Holzkirche Hălmagiu

Hălmagiu (deutsch Halmagen, ungarisch Nagyhalmágy) ist eine Gemeinde im Kreis Arad, im Kreischgebiet, im Westen Rumäniens. Zu der Gemeinde Hălmagiu gehören auch die Dörfer Bănești, Bodești, Brusturi, Cristești, Ionești, Leasa, Leștioara, Poienari, Tisa und Țărmure.

## Geografische Lage
Hălmagiu liegt im Osten des Kreises Arad, in der Hălmagiu-Senke, am Fuße des Bihor-Gebirges, in 136 km Entfernung von der Kreishauptstadt Arad und 37 km von Brad.

## Nachbarorte
| Leasa  | Bodești                                     | Sârbi    |
| Tisa   | Kompassrose, die auf Nachbargemeinden zeigt | Hălmǎgel |
| Ocișor | Basarabasa                                  | Tomești  |

## Geschichte
Die erste urkundliche Erwähnung stammt aus dem Jahr 1359. 1441 gehörte der Ort zur Hellburg. 1444 schenkte Johann Hunyadi die Ortschaft George Brancovici für seine treuen Dienste. Der Woiwode Moga und seine Söhne waren im 15. Jahrhundert Vorsteher von Hălmagiu und 120 weiteren Dörfer.
Nach dem Frieden von Karlowitz (1699) kam Arad und das Maroscher Land unter österreichische Herrschaft, während das Banat südlich der Marosch bis zum Frieden von Passarowitz (1718) unter Türkenherrschaft verblieb. 
Infolge des Österreichisch-Ungarischen Ausgleichs (1867) wurde das Arader Land, wie das gesamte Banat und Siebenbürgen, dem Königreich Ungarn innerhalb der Doppelmonarchie Österreich-Ungarn angegliedert. Die amtliche Ortsbezeichnung war Nagyhalmágy.
1764 gehörte das Gut der Familie Bethlen.
Im 19. Jahrhundert war Hălmagiu eine Stadt und für kurze Zeit sogar Sitz des örtlichen Bistums. Im 20. Jahrhundert gab es hier ein Gericht, ein Katasteramt und ein Notariat von großer Bedeutung im Motzer Land.
Der Vertrag von Trianon am 4. Juni 1920 hatte die Grenzregulierung zur Folge, wodurch Hălmagiu an das Königreich Rumänien fiel.

## Bevölkerungsentwicklung
| 1880 | 4721 | 4570 | 27  | 61 | 63            |
| 1910 | 6500 | 6077 | 341 | 8  | 74            |
| 1930 | 6233 | 6128 | 74  | 10 | 21            |
| 1977 | 4610 | 4604 | 6   | -  | -             |
| 1992 | 4081 | 4077 | 4   | -  | -             |
| 2002 | 3562 | 3559 | 2   | -  | 1             |
| 2021 | 2297 | 2094 | 2   | 2  | 199 (60 Roma) |